# Luke Guthrie
Luke Guthrie (1990) is een Amerikaanse golfer.
Guthrie is de zoon van Dennis en Cindy Guthrie.  Hij studeerde aan de Universiteit van Illinois, speelde college golf en werd onderscheiden met de  IHSA Scholastic Achievement Award en de Western Big Six All-Conference Scholastic Award. Hij speelde in de Junior Ryder Cup in 2004.

## Professional
Guthrie werd in 2012 professional. Hij speelde dat jaar op de Web.com Tour en won daar twee toernooien. Ook speelde hij drie toernooien op de PGA Tour en eindigde daar steeds in de top-20.

In 2013 speelde hij op de Amerikaanse PGA Tour, waar hij in zijn rookieseizoen bijna een $ 1.000.000 verdiende en in de top-100 van de wereldranglijst kwam.

## Gewonnen
Web.com Tour
- 2012: Albertsons Boise Open (-20), WNB Golf Classic (-17)